# Хаазе, Эрих
Эрих Хаазе (Erich Haase; 1859—1894) — немецкий энтомолог.

## Биография
С 1876 года изучал естественные науки в Бреславле, в 1880 году доктор философии. В 1885 году перешёл в Дрезден в качестве ассистента при музее зоологии и антропологии, а в 1889 году в Кёнигсберг, где также состоял ассистентом и читал лекции в качестве приват-доцента. В 1891 году приглашен сиамским правительством в Бангкок для устройства и заведования тамошним Королевским музеем. Незадолго перед возвращением на родину Хаазе скончался. Исследования Хаазе отличаются всесторонним знанием и широкими взглядами. Его считают защитником строго научной энтомологии.

## Публикации
- «Schlesiens Chilopoden» (2 ч., Бреславль, 1880 и «Zeitschr. f. Ent.», 1881); «Die indisch-australischen Myriapoden. Th. l. Chilopoda» (Дрезден, 1886—87);
- «Schlesiens Diplopoden» («Zeitschr. f. Ent.», 1886);
- «Die Respirationsorgane der Symphylen und Diplopoden» («Zool. Beitr.», т. 1);
- «Duftapparate indo-australischer Schmetterlinge» («Corr. Bl. d. Ver. Iris», 1884—88);
- «Die Abdominal an hänge der Insecten mit Berücksichtigung der Myriapoden» («Morph. Jahrb.», 1889);
- «Zum System der Tagfalter» («Deutsche Ent. Zeit.», 1891);
- «Untersuchungen über die Mimicry auf Grundlage eines natürlichen Systems der Papilioniden» (Штутгарт, 1894);
- «Beitrag zur Philogenie und Ontogenie der Chilopoden» («Zeitschr. g. Ent.», 1881).